# 李思沖 (唐朝)
李思沖（7世纪—707年），唐朝亳州譙縣（今安徽亳州市譙城區）人，參加重俊之變，敗死。

## 生平
歷任工部侍郎、左羽林將軍。唐中宗神龍三年（707年），從節愍太子李重俊發動兵變，誅殺權奸武三思、武崇訓等。因唐中宗呼喊，士兵倒戈，被左右斬殺。